# Катич, Стана
Ста́на Ка́тич (сербохорв. Stana Katić, английское произношение Стана Кэтик (англ. Stana Katic /ˈstɑːnə ˈkætɪk/); род. 26 апреля 1978, Гамильтон, Онтарио, Канада) — канадская актриса сербско-хорватского происхождения, наиболее известная по ролям детектива Кейт Беккет в телесериале «Касл» и агента Эмили Бирн в телесериале «Амнезия».

## Биография
Катич родилась в городе Гамильтон, провинция Онтарио. Её отец — серб, родом из Врлика, а мать — хорватка, родом из Синя. Рассказывая о своей национальности, Стана говорит: «Мои родители — сербы из Хорватии. Я называю нас далматами». У неё есть четыре брата и одна сестра. Позднее Катич со своей семьёй переехала в город Аврора, Иллинойс, США.
После окончания средней школы «Вест Аврора» в 1996 году она обучалась в Торонтском университете, а затем в театральной школе Университета Де Поля, где изучала актёрское мастерство в 2000—2002 годах.
Катич владеет пятью языками: английским, сербским, словенским, французским и итальянским. Актриса имеет двойное гражданство США и Канады.
Катич появлялась в сериалах «Герои», «24 часа», «Скорая помощь» и других. В 2007 году она сыграла роль Дженни в фильме с Морганом Фриманом «Праздник любви». В 2008 году она сыграла роли Моргенштерн в фильме «Мститель», Коррин Винау в фильме о Джеймсе Бонде «Квант милосердия» (хотя изначально была выбрана на роль  Строберри Филдс) и Симон Ренуар в третьем фильме франшизы «Библиотекарь» — «Библиотекарь 3: Проклятие иудовой чаши».
В августе 2008 года Стана получила роль Кейт Беккет в телесериале «Касл», в котором снималась вместе с Нейтаном Филлионом вплоть до закрытия шоу в 2016 году.
В 2011 Катич снялась в фильмах «Только для влюблённых» и «Двойной агент» с Ричардом Гиром в главной роли. В 2016 году она снялась в драме «Города-побратимы», приключенческом боевике «Рандеву», а в 2017 году — в мелодраме «Турист».
В 2017—2020 годах Стана исполняла роль агента ФБР Эмили Бирн, пропавшей без вести на шесть лет, в сериале «Амнезия», также она являлась исполнительным продюсером этого шоу. В 2018 году Катич снялась в фильме ужасов «Кадавр».

## Личная жизнь
25 апреля 2015 года за день до своего 37-летия Катич на закрытой церемонии в Хорватии вышла замуж за Криса Бркльяца, австралийского консультанта по вопросам бизнеса.19 июня 2022 года представитель Катич подтвердил, что Катич и Бркльяц стали родителями первого ребенка, родившегося у них зимой.

## Фильмография
| Год       |     | Русское название                              | Оригинальное название                     | Роль                 |
| --------- | --- | --------------------------------------------- | ----------------------------------------- | -------------------- |
| 1999      | кор | —                                             | Acid Freaks                               | Энни                 |
| 2003      | кор | —                                             | Shut-Eye                                  | Анджела              |
| 2004      | с   | Оперативник                                   | The Handler                               | Мариэлла             |
| 2004      | с   | Шпионка                                       | Alias                                     | стюардесса           |
| 2004      | с   | Прочная сеть                                  | Dragnet                                   | Мириам Нельсон       |
| 2004      | с   | Щит                                           | The Shield                                | Айла                 |
| 2004      | с   | Военно-юридическая служба                     | JAG                                       | Люсьен Шармоли       |
| 2005      | ф   | Питбуль                                       | Pit Fighter                               | Марианн              |
| 2005      | с   | Ищейка                                        | The Closer                                | Надия Оруэлл         |
| 2005      | с   | Скорая помощь                                 | ER                                        | Блэр Коллинз         |
| 2006      | с   | 24 часа                                       | 24                                        | Коллетт Стенджер     |
| 2006      | тф  | Династия драконов                             | Dragon Dynasty                            | Ава                  |
| 2006      | с   | Братья и сёстры                               | Brothers & Sisters                        | Карен Уэллс          |
| 2006      | тф  | Без лица                                      | Faceless                                  | Дайана Палос         |
| 2007      | с   | Герои                                         | Heroes                                    | Хана Гителман        |
| 2007      | ф   | Праздник любви                                | Feast of Love                             | Дженни               |
| 2007      | с   | C.S.I.: Место преступления Майами             | CSI: Miami                                | Рита Салливан        |
| 2007      | с   | Отряд «Антитеррор»                            | The Unit                                  | Эдриан Лейн          |
| 2007      | тф  | Свой парень                                   | Company Man                               | Сара Бейкер          |
| 2008      | с   | Стать королями                                | Would Be Kings                            | Джулианна Мартинелли |
| 2008      | ф   | Путь клинка                                   | Stiletto                                  | Рейна Мавиас         |
| 2008      | ф   | Квант милосердия                              | Quantum of Solace                         | Коррин Винау         |
| 2008      | тф  | Библиотекарь 3: Проклятие иудовой чаши        | The Librarian: Curse of the Judas Chalice | Симон Ренуар         |
| 2008      | ф   | Мститель                                      | The Spirit                                | Моргенштерн          |
| 2009—2016 | с   | Касл                                          | Castle                                    | Кейт Бекетт          |
| 2010      | ф   | —                                             | Truth About Kerry                         | Эмма                 |
| 2011      | ф   | Только для влюблённых                         | For Lovers Only                           | София                |
| 2011      | ки  | —                                             | Batman: Arkham City                       | Талия аль Гул        |
| 2011      | ф   | Двойной агент                                 | The Double                                | Эмбер                |
| 2012      | с   | —                                             | Fletcher Drive                            | Грета                |
| 2013      | ф   | Биг-Сур                                       | Big Sur                                   | Ленор                |
| 2013      | мф  | Супермен: Непобеждённый                       | Superman: Unbound                         | Лоис Лейн            |
| 2013      | ф   | Клуб «CBGB»                                   | BCBGB                                     | Женя Раван           |
| 2016      | тф  | Города-побратимы                              | Sister Cities                             | Каролина             |
| 2016      | ф   | Рандеву                                       | The Rendezvous                            | Рейчел Розман        |
| 2017      | ф   | Турист                                        | Lost in Florence                          | Анна                 |
| 2017—2020 | с   | Амнезия                                       | Absentia                                  | Эмили Бирн           |
| 2018      | ф   | Кадавр                                        | The Possession of Hannah Grace            | Лиза Робертс         |
| 2019      | ф   | Позывные                                      | A Call to Spy                             | Вера Аткинс          |
| 2021      | мф  | Общество справедливости: Вторая мировая война | Justice Society: World War II             | Чудо-женщина         |